# Март Лаар
Март Лаар (ест. Mart Laar; нар. 22 квітня 1960) — естонський політик та історик, прем'єр-міністр країни з 1992 до 1994 та з 1999 до 2002 року. Визначний тим, що протягом свого терміну зробив значний внесок у розвиток швидкого економічного дива в Естонії протягом 1990-х років.

## Життєпис
Закінчив Тартуський університет 1983 року й отримав ступінь магістра при тому ж університеті 1995. Працював учителем історії в Таллінні. Лаар є головою партії Союз Вітчизни. Будучи політиком, Лаар написав кілька книг з історії Естонії та Росії. Був головою Ради істориків при Фонді Естонської Спадщини, Товариства за збереження естонської історії й Товариства естонських студентів.
За час перебування при владі було відновлено право власників на приватну власність, націоналізовану 1940 року, а також вжито спроб щодо продажу іноземному капіталу двох найбільших у республіці підприємств: електростанції у Нарві та Естонської залізниці. За врядування Лаара було ухвалено закони про громадянство, про іноземців, про вибори та про реформу загальноосвітньої школи.
Март Лаар був членом спільноти Монта Пелевіна.
Разом з Вацлавом Гавелом, Філіпом Димитровим, Арпадом Генцом, Петром Пітхартом та іншими лідерами перехідного періоду брав участь у Міжнародному демократичному комітеті, що був проведений у Кубі.
У квітні 2008 року був нагороджений міжнародною премією Мілтона Фрідмана за проведення реформ в Естонії.
З травня 2006 року Март Лаар працював у Тбілісі як радник з реформ на громадських засадах президента Грузії Міхеїла Саакашвілі.
У квітні 2011 року Март Лаар обійняв посаду Міністра оборони в уряді на чолі з Прем'єр-міністром Андрусом Антипом до його відставки з причин погіршення стану здоров'я у травні 2012 року.
18 лютого 2012 року у пана Марта стався серцевий напад, і він пішов у відставку як Міністр оборони через 3 місяці. До жовтня 2012 року Март Лаар зник з очей публіки, але повідомлялося згодом, що він поступово одужує.

## Цікаві факти
- Мартін Лаар зізнався, що перед тим, як стати Прем'єр-міністром, єдиною прочитаною ним книгою з економіки була «Свобода вибору» Мілтона Фрідмана.[7]
- Музей «Будинок терору» в Угорщині нагородив Марта Лаара премією «Петефі» в 2011 за його внесок у проливанні світла на злочини комунізму.[8]